# Hannsjörn Boës
Hannsjörn Boës (* 3. Dezember 1936 in Münster; † 18. April 2021) war ein deutscher Generalleutnant des Heeres der Bundeswehr.

## Leben
Boës trat 1956 in die Offizieranwärterbatterie des Artillerielehrbataillons in Idar-Oberstein ein. 1957 besuchte er die Heeresoffizierschule II in Husum. Danach war er Zugführer im Gebirgsartilleriebataillon 235 in Bad Reichenhall und Jugendoffizier in der 1. Gebirgsdivision in Garmisch-Partenkirchen. Von 1961 bis 1967 war er S2/S1 Offizier und Batteriechef im Gebirgsartilleriebataillon 235 in Bad Reichenhall.
Von 1967 bis 1969 nahm er am 10. Generalstabslehrgang Heer an der Führungsakademie der Bundeswehr in Hamburg teil. 1969 wurde er G1 in der 6. Panzergrenadierdivision in Neumünster und 1971 G3 in der Panzergrenadierbrigade 16 in Wentorf bei Hamburg. Von 1974 bis 1976 war er Bataillonskommandeur des Raketenartilleriebataillons 62 in Kellinghusen. 1976 wurde er Referent im Führungsstab des Heeres (Fü H IV 1) in Bonn und Generalstabsoffizier beim dortigen Chef des Stabes. 1978/79 war er Chef des Stabes in der 1. Panzerdivision in Hannover. Nach einer weiteren Verwendung als Referatsleiter Fü H I 1 besuchte er 1982 das Royal College of Defence Studies in London. 1983 war er zur besonderen Verwendung beim Inspekteur des Heeres, Generalleutnant Meinhard Glanz, in Hamburg an Führungsakademie der Bundeswehr. Von 1983 bis 1985 war er Brigadekommandeur der Panzergrenadierbrigade 31 in Oldenburg.
1985 wurde er Kommandeur der Offizierschule des Heeres in Hannover und 1988 der 10. Panzerdivision in Sigmaringen. 1990/91 war er Chef des Stabes im Fü H in Bonn. Von 1991 bis 1995 war er Kommandierender General des I. Korps in Münster. Im September 1995 war er zur besonderen Verwendung zum Deutsch-Niederländischen Korps nach Münster kommandiert, bevor er mit Ablauf jenes Monats in den Ruhestand versetzt wurde.
Sein Vater war der Brigadegeneral der Bundeswehr Ulrich Boës (1911–1997).

## Militärische Laufbahn
- 1957 Leutnant
- 1960 Oberleutnant
- 1965 Hauptmann
- 1969 Major
- 1971 Oberstleutnant
- 1978 Oberst
- 1985 Brigadegeneral
- 1988 Generalmajor
- 1991 Generalleutnant

## Ehrungen und Auszeichnungen
- Ehrenzeichen der Bundeswehr (Gold)
- 1988: Verdienstorden der Bundesrepublik Deutschland (Verdienstkreuz am Bande)
- 1995: Verdienstorden der Bundesrepublik Deutschland (Verdienstkreuz 1. Klasse)